# George Devine
George Devine (Londra, 20 novembre 1910 – Londra, 20 gennaio 1966) è stato un attore e regista teatrale inglese.

## Biografia

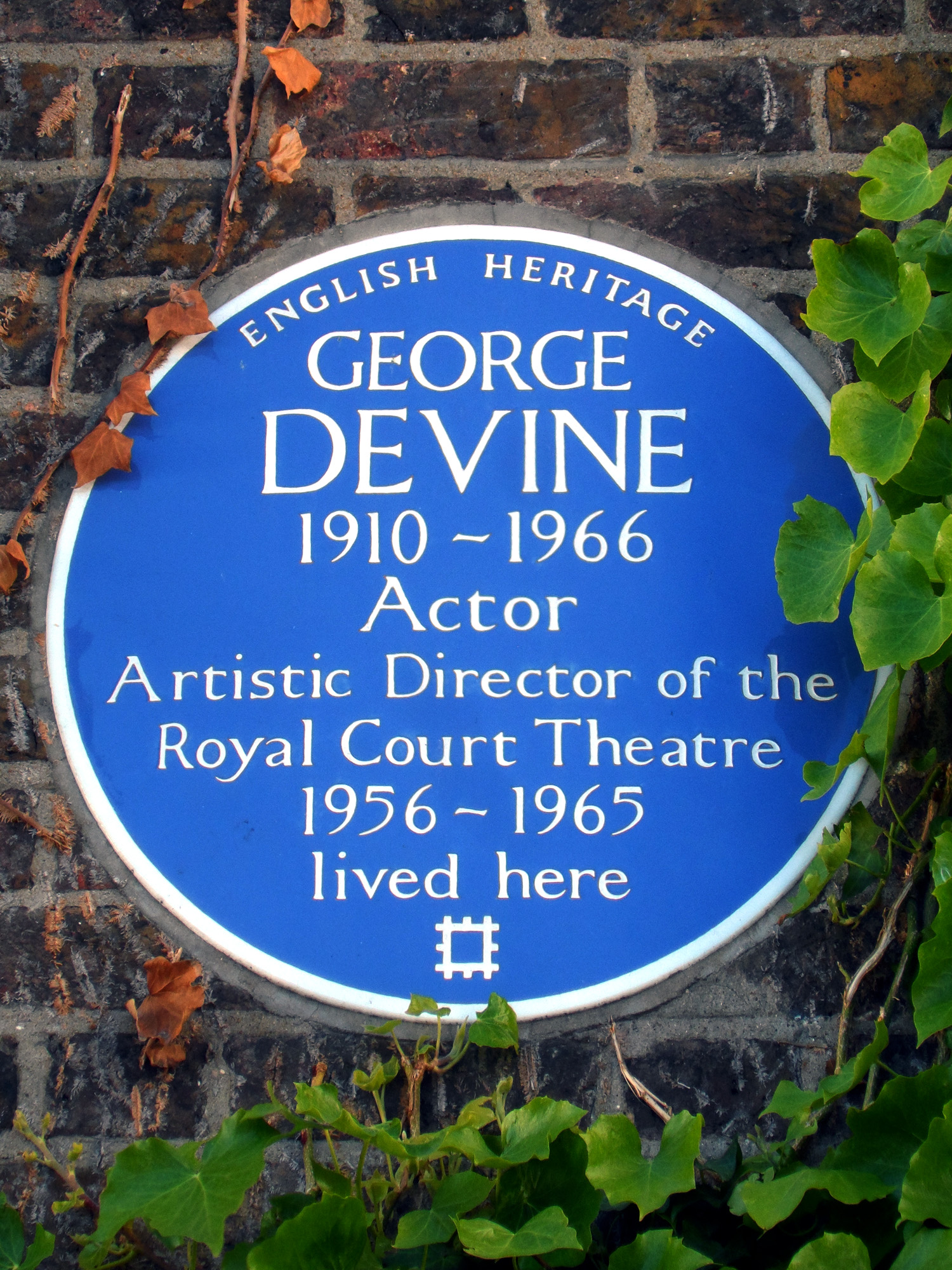
Targa commemorativa di George Devine

Suo padre Georgios Devine era un impiegato di banca, nipote di un irlandese e di una greca; sua madre Ruth Eleanor Cassady, era originaria di Vancouver, in Canada.
Devine studiò alla prestigiosa Università di Oxford, dove iniziò a interessarsi al teatro.
Dopo una fortunata carriera di attore caratterista, che lo vide prima all'Old Vic di Londra e poi a fianco di John Gielgud, si dedicò alla regia e all'insegnamento dirigendo, nel dopoguerra e fino al 1952, la scuola dell'Old Vic, formando attori come Prunella Scales e Joan Plowright.
Dopo aver osservato il Berliner Ensemble al lavoro in Germania, George Devine nel 1956 fondò la New English Stage Society, che al Royal Court Theatre di Londra ebbe un ruolo determinante nella formazione della giovane drammaturgia inglese dei cosiddetti arrabbiati,oltre che per incoraggiare nuovi drammaturghi e promuovere il dramma straniero.
Tra gli spettacoli da lui diretti si ricordano un Re Lear (1955), di moderna concezione e una pregevole edizione dell'Anima buona di Seciuan, di Bertolt Brecht (1956).

## Filmografia
- The Silent Battle, regia di Herbert Mason (1939)
- Asso pigliatutto (The Card), regia di Ronald Neame (1952)
- Il masnadiero (The Beggar's Opera), regia di Peter Brook (1953)
- Il forestiero (The Million Pound Note), regia di Ronald Neame (1954)
- L'alibi dell'ultima ora (Time Without Pity), regia di Joseph Losey (1957)
- I giovani arrabbiati (Look Back in Anger), regia di Tony Richardson (1958)
- Tom Jones, regia di Tony Richardson (1963)